# Cefuroximă
Cefuroxima este un antibiotic din grupa cefalosporinelor de a II -a generație rezistentă la majoritatea beta-lactamazelor cu efect asupra unui spectru larg  de germeni grampozitivi și gramnegativi.

## Indicații terapeutice
Este indicat în tratamentul infecțiilor produse de germeni sensibil avînd o  bună stabilitate față de beta-lactamazele bacteriene, este activ și față de multe tulpini rezistente la ampicilină și amoxicilină.
Specii sensibile: Staphylococcus sensibil sau nu la peniciline, Streptococcus (cu excepția streptococilor din grupa D), Corynebacterium, Clostridium (cu excepția Clostridium difficile), Escherichia coli, Klebsiella, Proteus mirabilis, Providentia, Salmonella, Shigella, Haemophilus influenzae (inclusiv tulpinile de Haemophilus influenzae rezistente la ampiciline), Haemophilus para-influenzae, Branhamella catarrhalis, Neisseria meningitidis și N. gonorrhoeae (producători sau nu de penicilinaze)
Specii de obicei rezistente (CMI 32 mcg/ml): Staphylococcus meticilin-rezistent, Streptococcus faecalis, Listeria monocytogenes, Bacteroides fragilis, Proteus vulgaris, Serratia, Pseudomonas spp, Clostridium difficile, Campylobacter spp, Acinetobacter.
Specii inconstant sensibile: Proteus morganii, Proteus rettgeri, Enterobacter, Citrobacter.